# Macy’s
Macy’s, Inc. ist der größte Warenhausbetreiber in den USA. Hauptsitz der Holding ist Cincinnati in Ohio. Besonders bekannt ist das Stammhaus in New York City, eines der größten Warenhäuser der Welt. Das Unternehmen ist an der New Yorker Wertpapierbörse notiert. Macy’s, Inc. betreibt Warenhäuser unter den Namen Macy’s, Bloomingdale’s und Bluemercury sowie Fachgeschäfte wie Market by Macy’s, Macy’s Backstage, Bloomies und Bloomingdale’s The Outlet.
Im Juli 2023 hatte Macy’s Inc. insgesamt 620 Filialen. Dazu gehören 490 Macy’s-, 53 Bloomingdale’s- und 158 Bluemercury-Filialen. Es wurden rund 95.000 Mitarbeiter beschäftigt.

## Geschichte

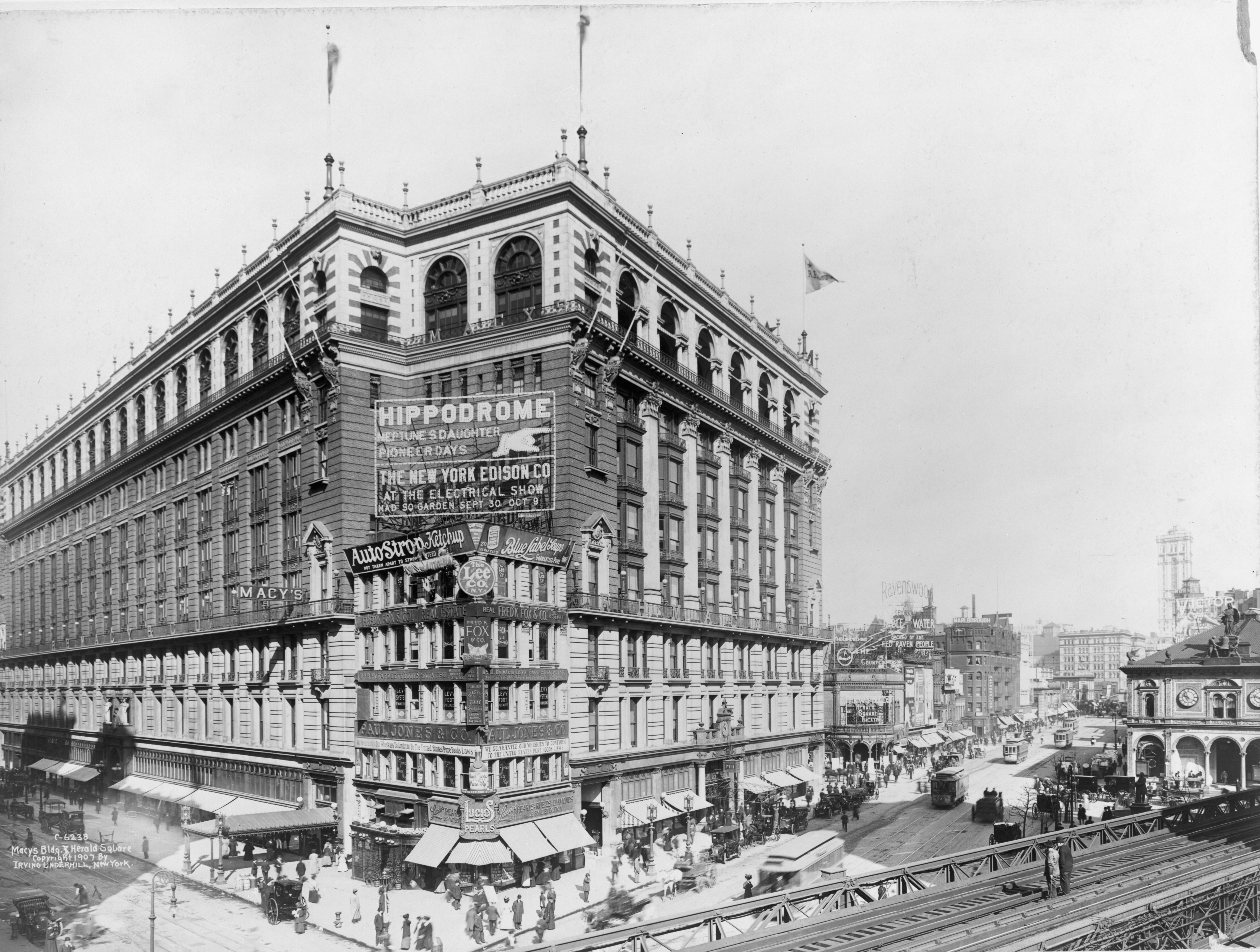
Das Stammhaus von Macy’s am Herald Square im Jahr 1907

Macy’s wurde am 28. Oktober 1858 in New York City an der Ecke 6. Avenue/14. Straße als R.H. Macy & Company gegründet. Gründer war der ehemalige Walfänger Rowland Hussey Macy. Als Firmenlogo wählte er einen roten Stern, wie er ihn als Tätowierung aus seiner Seefahrerzeit trug. Später zog Macy’s in die 18. Straße Ecke Broadway um, die eine der teuersten Einkaufsstraßen des 19. Jahrhunderts war.
Als R.H. Macy 1877 starb, war sein ursprünglich kleiner Laden bereits auf elf Gebäude angewachsen. Der deutsche Einwanderer Lazarus Straus, dessen Porzellan- und Glaswarengeschäft ab 1873 eine Abteilung im Untergeschoss von Macy’s betrieb, kaufte 1884 zunächst Anteile und 1896 das ganze Kaufhaus. Unter seinen Söhnen Nathan und Isidor Straus expandierte das Geschäft weiter. Nach einem Umzug ist das Haupthaus seit 1902 am Herald Square zu finden. Isidor Straus und seine Frau Ida starben 1912 beim Untergang der Titanic.
Zwischen 1920 und 1930 begann Macy’s, Läden in anderen Städten zu eröffnen. Unabhängig davon wurde 1929 in Columbus, Ohio, das Unternehmen Federated Department Stores (kurz Federated oder FDS) als Holding der Teilunternehmen Abraham & Straus, F&R Lazarus & Company und William Filene’s Sons gegründet. 1930 kam Bloomingdale’s hinzu. 1945 verlegte FDS seinen Sitz nach Cincinnati, Ohio. In den nächsten Jahrzehnten folgten weitere Übernahmen. 1990 ging Federated nach der feindlichen Übernahme eines Konkurrenten bankrott. Nach Umwandlung in eine Aktiengesellschaft konnte das Unternehmen 1992 weitergeführt werden und übernahm im Dezember 1994 R.H. Macy & Co., die ihrerseits 1992 in Konkurs gegangen waren.
2003 benannte Federated Department Stores alle seine Häuser mit Ausnahme von Bloomingdale’s wieder in Macy’s um. 2005 wurden die May Department Stores übernommen, wodurch die größte Kaufhauskette der USA entstand. Im Juni 2007 wurde auch die Holding in Macy’s, Inc. umfirmiert. Anfang 2008 betrieb diese Dachgesellschaft mehr als 810 Kaufhäuser unter der Marke Macy’s und 40 Häuser unter der Marke Bloomingdale’s. Das Unternehmen ist in 45 US-Bundesstaaten, im District of Columbia, auf Guam und in Puerto Rico vertreten. 
Seit Anfang des 21. Jahrhunderts musste Macy’s bereits mehrfach Unternehmensteile abgeben und Einsparmaßnahmen vornehmen und dabei auch mehrere tausend Arbeitsplätze abbauen. Im September 2017 übernahm der Ex-Ebay-Manager Hal Lawson das Amt des Präsidenten bei Macy’s. Von 2024 bis 2026 will Macy’s wegen hoher Verluste 150 Warenhäuser schließen, 350 sollen erhalten bleiben.

## Stammhaus in New York heute

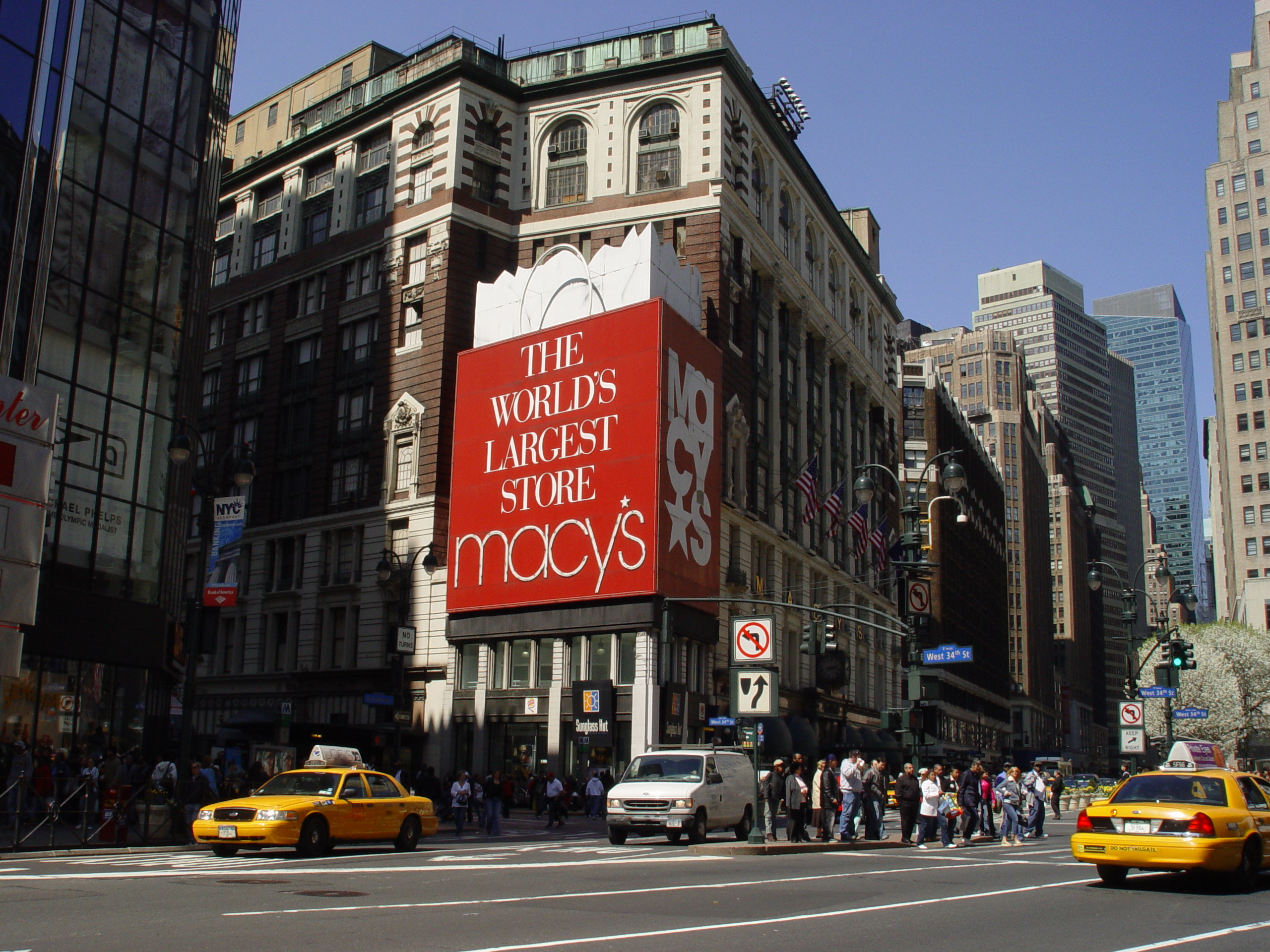
Charakteristische Macy’s-Fassade: Die rote Einkaufstüte

Das Haupthaus von Macy’s in New York ist mit 198.500 m2 eines der größten Warenhäuser der Welt (zum Vergleich: das Kaufhaus des Westens in Berlin hat 60.000 m2). Macy’s Stammhaus in New York hat zehn Etagen. Etwa 3.000 Mitarbeiter sind heute dort tätig. Der Warenwert im Lager beträgt etwa 700 Mio. US-$. Bei der Flowershow kann man 200.000 Pflanzen sehen.
Als Tradition gilt die in New York seit 1927 durchgeführte Macy’s Thanksgiving Day Parade. Sie wird alljährlich von rund 250.000 Besuchern direkt verfolgt und zudem live im Fernsehen übertragen.
Eine solche Parade ist auch im Film Das Wunder von Manhattan zu sehen, in dessen Handlung Macy’s eine große Rolle spielt. Auch das Feuerwerk am 4. Juli wird von Macy’s gesponsert.

## Film
- Die großen Traumkaufhäuser – Macy’s, New York. Dokumentarfilm, Deutschland, 2017, 52:27 Min., Buch und Regie: János Kereszti, Produktion: Telekult, RB, arte, Reihe: Die großen Traumkaufhäuser, Erstsendung: 28. Mai 2017 bei arte, Inhaltsangabe von ARD.